# Cimetière militaire français de Sébastopol
Le cimetière militaire français de Sébastopol (en russe : Французское кладбище в Севастополе) est le plus important cimetière militaire français à l'étranger, situé à Sébastopol, en Crimée. Les restes de près de 45 000 soldats français sur les 95 000 morts lors de la guerre de Crimée y reposent. Signe du rapprochement diplomatique franco-russe à la suite du Traité de Paris (1856), la France (ainsi que le Royaume-Uni et l'Italie) est autorisée par l'empereur russe Alexandre II à rassembler dans une nécropole unique les dépouilles de ses soldats dispersées dans les dizaines de cimetières militaires de Crimée. Construite à partir de 1863, elle se composait d'un mausolée central où étaient enterrés les généraux et leurs officiers d'état-major et de 17 caveaux secondaires renfermant les ossements des soldats français morts au combat ou de maladie. Endommagé pendant la Seconde Guerre mondiale, le cimetière sera détruit en 1982 pour en récupérer les matériaux. En 2004, un nouveau mémorial est inauguré sur l'emplacement même de l'ancien cimetière.

## Localisation
Le cimetière se situe aujourd'hui à Sébastopol, dans le raïon de Balaklava. Il est accessible par plusieurs lignes de bus à l'arrêt Memorialne kladovyshche (Мемориальное кладбище), juste au nord du cimetière Kalfa (кладбище Кальфа).

## Description
Le mémorial actuel inauguré en 2004, à l'emplacement de l'ancien, est un quadrilatère d'environ 100 m de côté, ceint d'une grille jalonnée de piliers de briques rouges. En son centre, à l'emplacement de l'ancienne chapelle funéraire, sur un socle de granit (Pokostovsky) encadré par 4 coffres de gabbro noir, s'élève une stèle en forme de trapèze, appuyée sur un renfort du même matériau. Le tout formant un "T" sur lequel, face à l'entrée principale, un bas-relief figurait un aigle et un drapeau tricolore en émail (aujourd'hui disparus), ainsi qu'une plaque commémorative indiquant : "A LA MEMOIRE DES SOLDATS FRANCAIS MORTS EN CRIMEE 1854-1856". Quelques pierres tombales individuelles venant d'autres lieux de sépulture bordent l'allée conduisant au monument central.

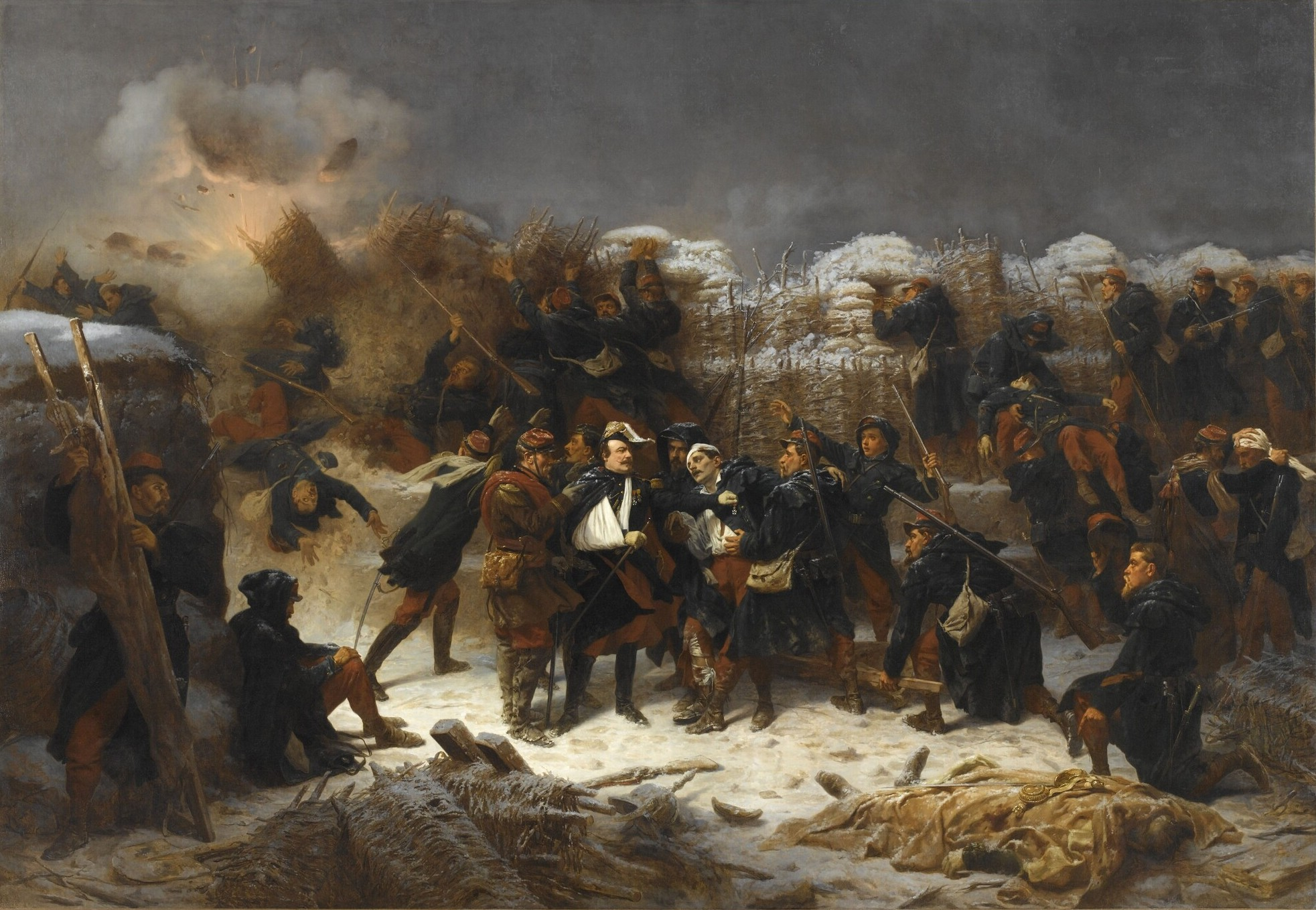
Jules Rigo, 1859, huile sur toile, Siège de Sébastopol pendant l'hiver, Collections du château de Versailles

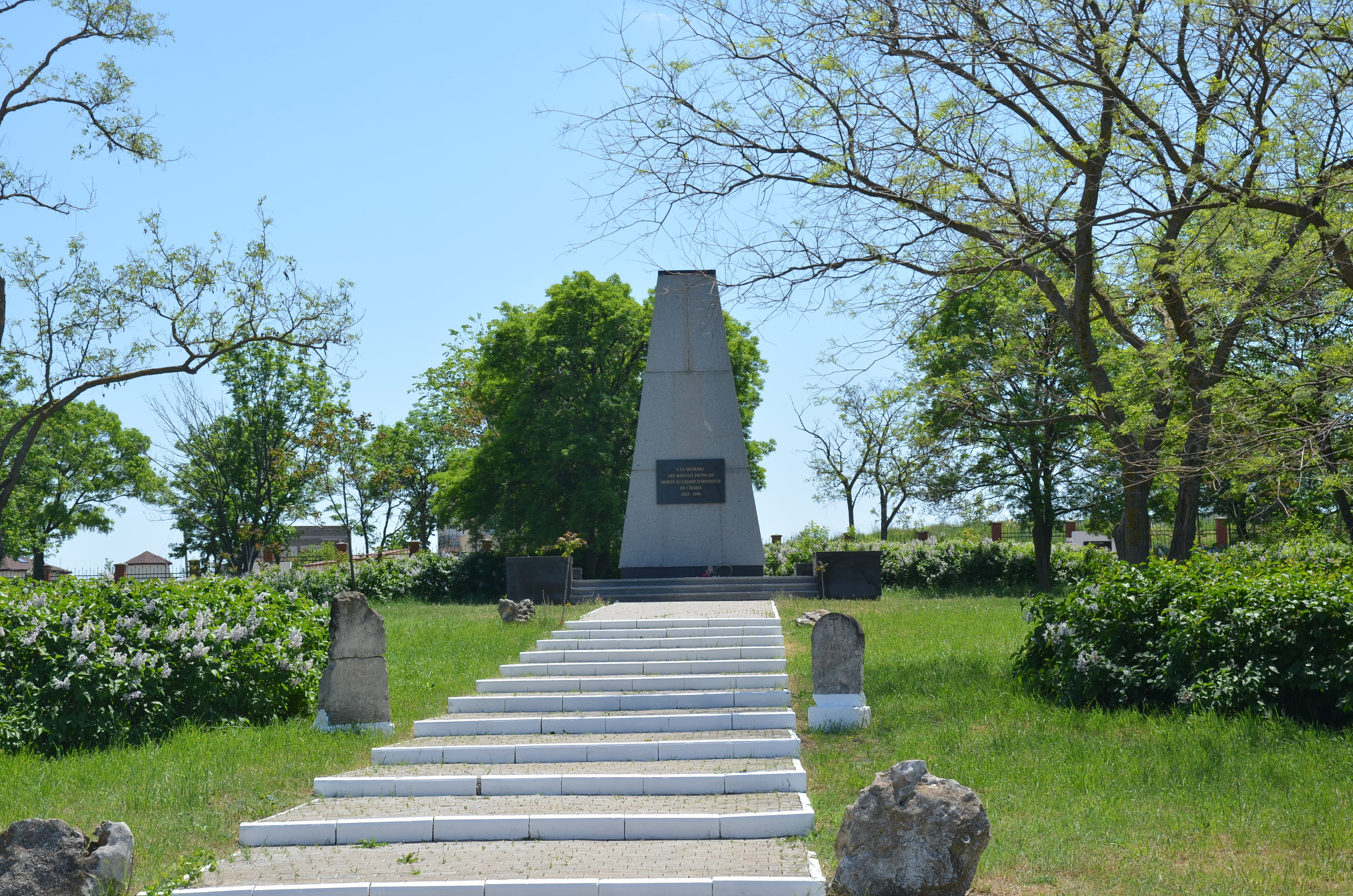
Cimetière français de Sébastopol - allée centrale.

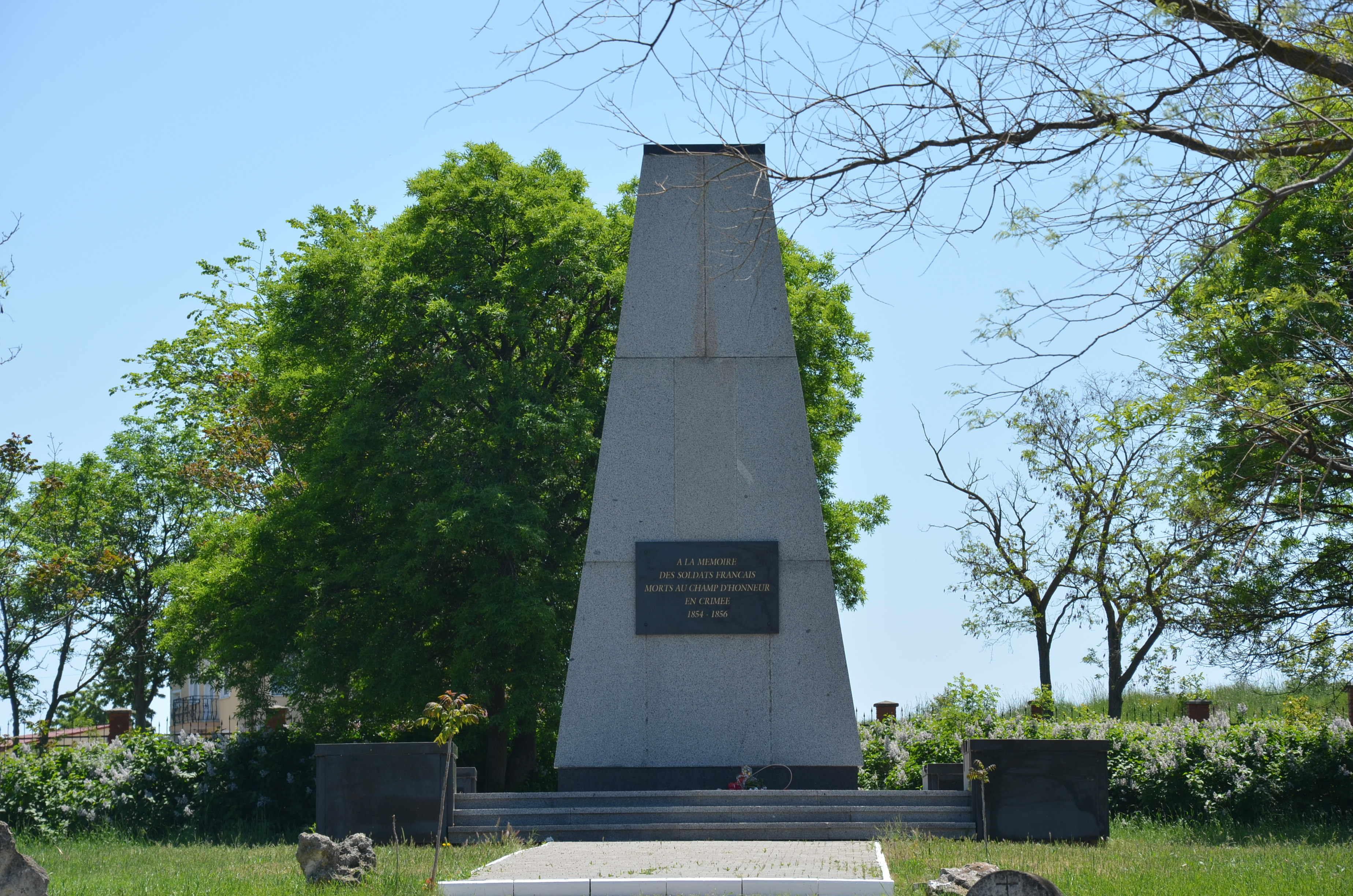
Cimetière français de Sébastopol - stèle principale.

Autour, sur 3 côtés formant un "U" inversé, 19 stèles rectangulaires au format réduit sont disposées le long de la clôture. Elles sont ornées de plaques noires évoquant les différents corps et unités ayant pris part à la Campagne. Deux de plus que dans le mémorial d'origine pour abriter les restes de soldats venant d'autres fosses communes de Crimée. Le tableau ci-après décrit les mentions portées sur ces stèles en partant de la droite de l'entrée principale du mémorial.

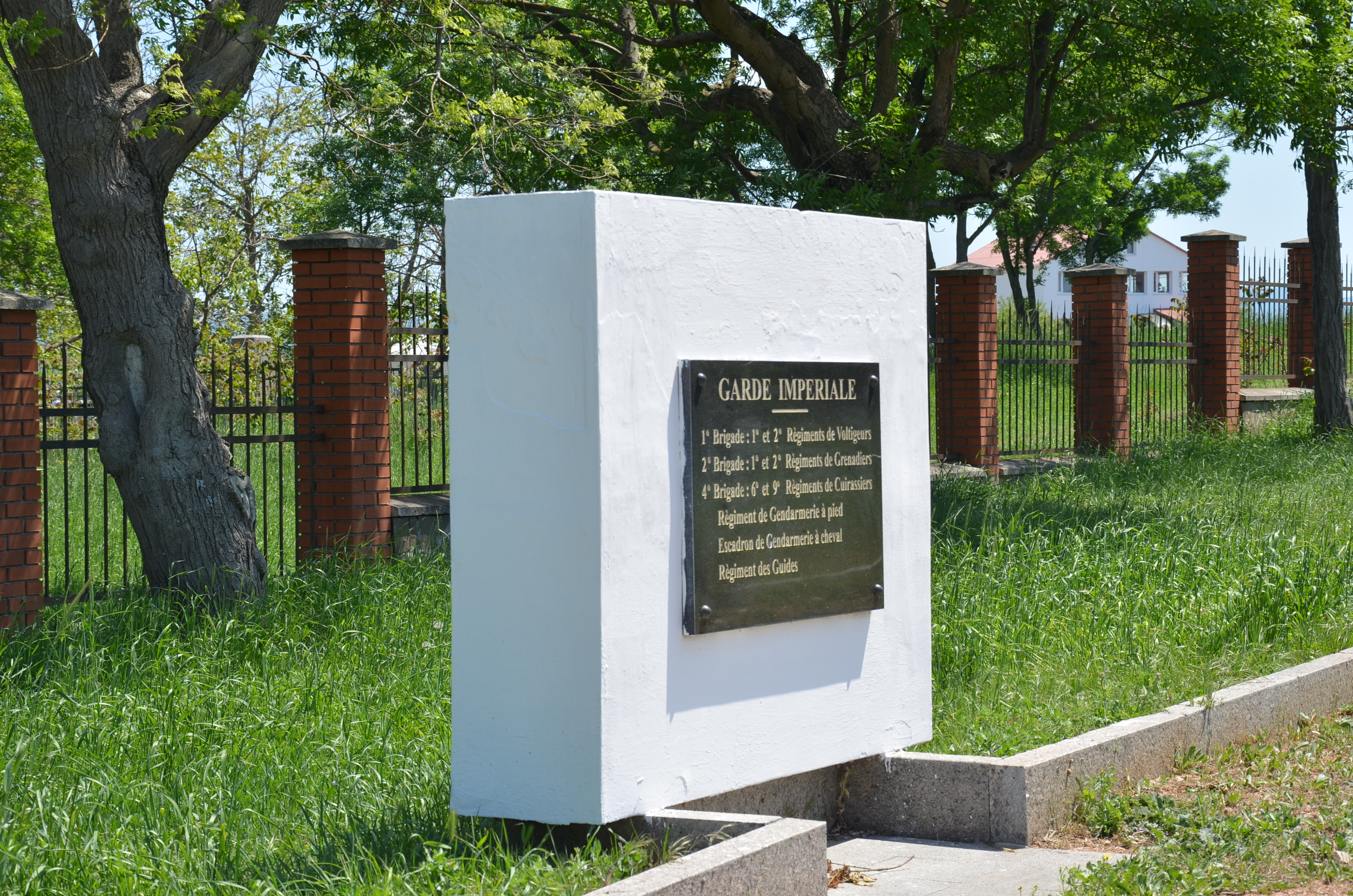
Cimetière français de Sébastopol - stèle secondaire.

| Stéle | Corps d'armée   | Division | 1re Brigade                                                               | 2e Brigade                                | 4e Brigade                  |
| ----- | --------------- | --- | ------------------------------------------------------------------------- | ----------------------------------------- | --------------------------- |
| 1     | RESERVE         | 2e | 7e bat. de Chasseurs, 9e & 32e rgt. d'infanterie                          | 15e & 96e rgt. de ligne                   |                             |
| 2     | RESERVE         | 1re | 14e bat. de Chasseurs, 47e & 52e rgt. de ligne                            | 63e & 73e rgt. de ligne                   |                             |
| 3     | 2e              | 5e | 4e bat. de Chasseurs, 86e & 100e rgt. de ligne                            | 49e & 91e rgt. de ligne                   |                             |
| 4     | 1er             | 4e | 17e bat. de Chasseurs, 57e & 85e rgt. de ligne                            | 10e & 61e rgt. de ligne                   |                             |
| 5     | 2e              | 3e | 19e bat. de Chasseurs, 2e rgt. de Zouaves, 4e rgt. d'infanterie de marine | 95e & 97e rgt. de ligne                   |                             |
| 6     | 2e              | 2e | 50e de ligne, 3e rgt. de Zouaves, rgt. de Tirailleurs algériens           | 3e bat. Chasseurs, 6e & 82e rgt. de ligne |                             |
| 7     | 2e              | 1re | 1er bat. de Chasseurs, 7e rgt. de ligne, 1er rgt. de Zouaves              | 20e & 27e rgt. de ligne                   |                             |
| 8     | INCONNUS        | Guerre de Crimée 1854-1856 |                                                                           |                                           |                             |
| 9     | ARTILLERIE      | 1er, 3e & 5e rgt. à pied, 1er & 2e rgt. d'artillerie-pontonniers, 9e, 12e & 13e rgt. d'artillerie montée, 15e & 17e rgt. d'artillerie à cheval |                                                                           |                                           |                             |
| 10    | GENIE           | |                                                                           |                                           |                             |
| 11    | SERVICES        | Service de Santé, Intendance, Train des équipages                                                                                              |                                                                           |                                           |                             |
| 12    | INCONNUS        | Guerre de Crimée 1854-1856 |                                                                           |                                           |                             |
| 13    | CAVALERIE       | 5e | 1er & 3e rgt. de Chasseurs d'Afrique                                      | 2e & 4e rgt. de Chasseurs d'Afrique       |                             |
|       |                 | 6e | 1er & 4e rgt. de Hussards                                                 | 6e & 7e rgt. de Dragons                   |                             |
| 14    | 1er             | 4e | 10e bat. de Chasseurs, 18e & 79e rgt. de ligne                            | 14e & 43e rgt. de ligne                   |                             |
| 15    | 1er             | 3e | 6e bat. de Chasseurs, 28e & 98e rgt. de ligne                             | 1er & 2e rgt. de Légion étrangère         |                             |
| 16    | 1er             | 2e | 9e bat. de Chasseurs, 21e & 42e rgt. de ligne                             | 46e & 80e rgt. de ligne                   |                             |
| 17    | 1er             | 1re | 5e bat. de Chasseurs, 19e & 26e rgt. de ligne                             | 39e & 74e rgt. de ligne                   |                             |
| 18    | MARINE          | |                                                                           |                                           |                             |
| 19    | GARDE IMPERIALE | Rgt de Gendarmerie à pied, escadron de Gendarmerie à cheval, régiment des Guides                                                               | 1er & 2e rgt. de Voltigeurs                                               | 1er & 2e rgt. de Grenadiers               | 6e & 9e rgt. de Cuirassiers |

## Histoire

### Sous l'Empire russe

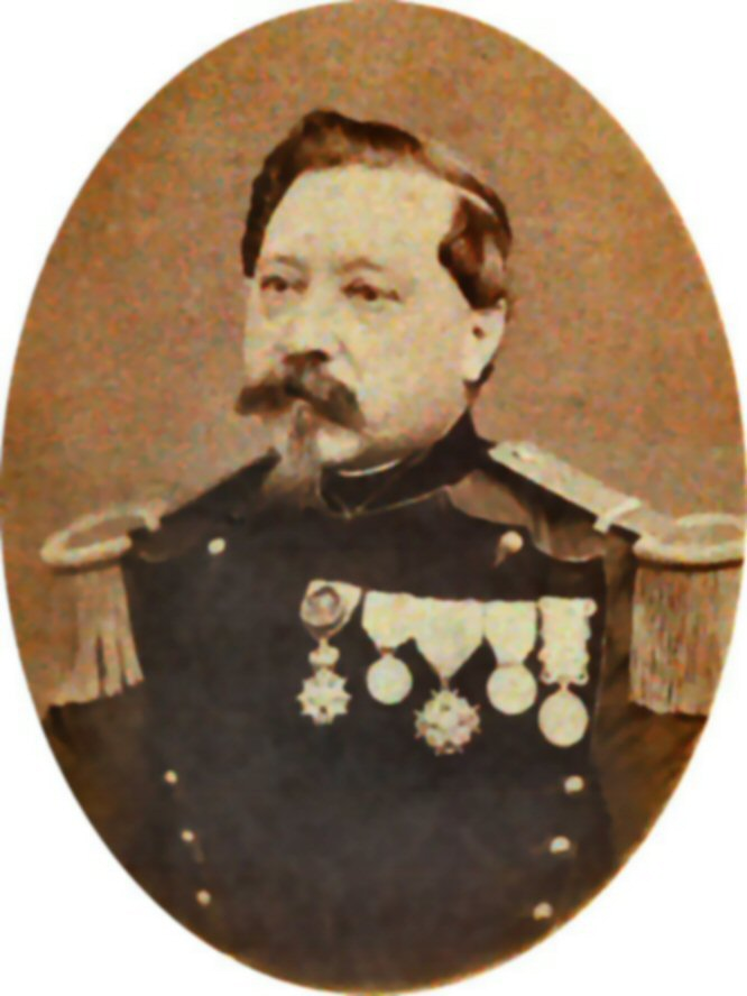
Capitaine Jules Bezard-Falgas (1824-1872).

Face à la difficulté d'assurer l'entretien des différents lieux de sépultures des soldats français morts en Crimée, s'étirant de la baie de Kamyshovaya à la vallée de Baydarskaya, la Russie, dans un geste de bonne volonté, permet à la France de construire une nécropole unique sur un terrain qui lui sera concédé. Cette mission est confiée par l'état-major français, en la personne du colonel Colson, à un vétéran de la guerre de Crimée : le capitaine Jules Bezard-Falgas (1824-1872). Ce dernier, officier du Génie, s'illustra pendant le conflit et connaît bien les lieux. Sous sa direction, la nécropole sera conçue et édifiée entre juillet 1863 et mai 1865. En récompense, il sera promu officier de la Légion d'honneur (5 juillet 1865) et gratifié par le tsar de l'ordre de Saint-Stanislas de 2e classe (10 avril 1865).

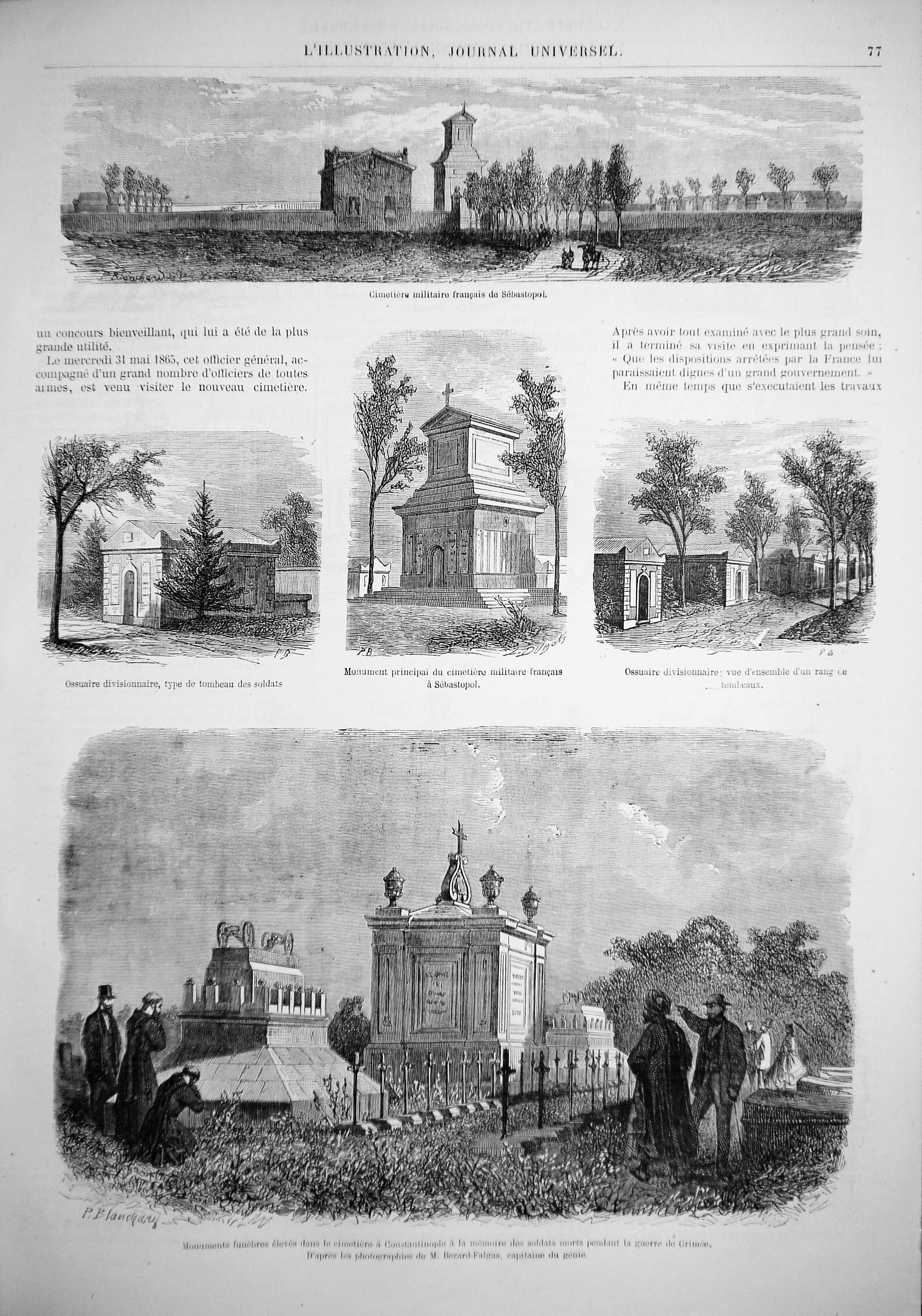
L'illustration, n°1197, 3 février 1866, Cimetières français à Sebastopol et Constantinople, Tison de Malvaux

Construit sur une surface d’un hectare proche du grand quartier-général de l’armée d’Orient commandée par le maréchal Pélissier, acquise auprès du général Bracker, le mémorial procède d'un plan architectural classique. Dans un quadrilatère de 100 m de côté, il se compose d'un bâtiment principal entouré le long de 3 côtés du périmètre, de 17 caveaux secondaires. Au centre, la chapelle funéraire haute d'une dizaine de mètres, au fronton triangulaire contenait la dépouille des 80 membres de l'état-major, dont les généraux de Pontevès-Bargème (1805-1855), Brunet (1802-1855), Bizot (1795-1855), Breton (1805-1855), Mayran (1802-1855), de Saint-Pol (1810-1855), Rivet (1810-1855), de Marolles (1808-1855)... Tous tombés pendant le siège de Sébastopol. Ses pierres de taille sont tapissées de plaques de marbre portant leur nom. Le tout est surmonté d’une croix latine. Autour du bâtiment, trois platebandes alternant pivoines, lys et tulipes plantées en 3 anneaux concentriques évoquent les couleurs du drapeau français.

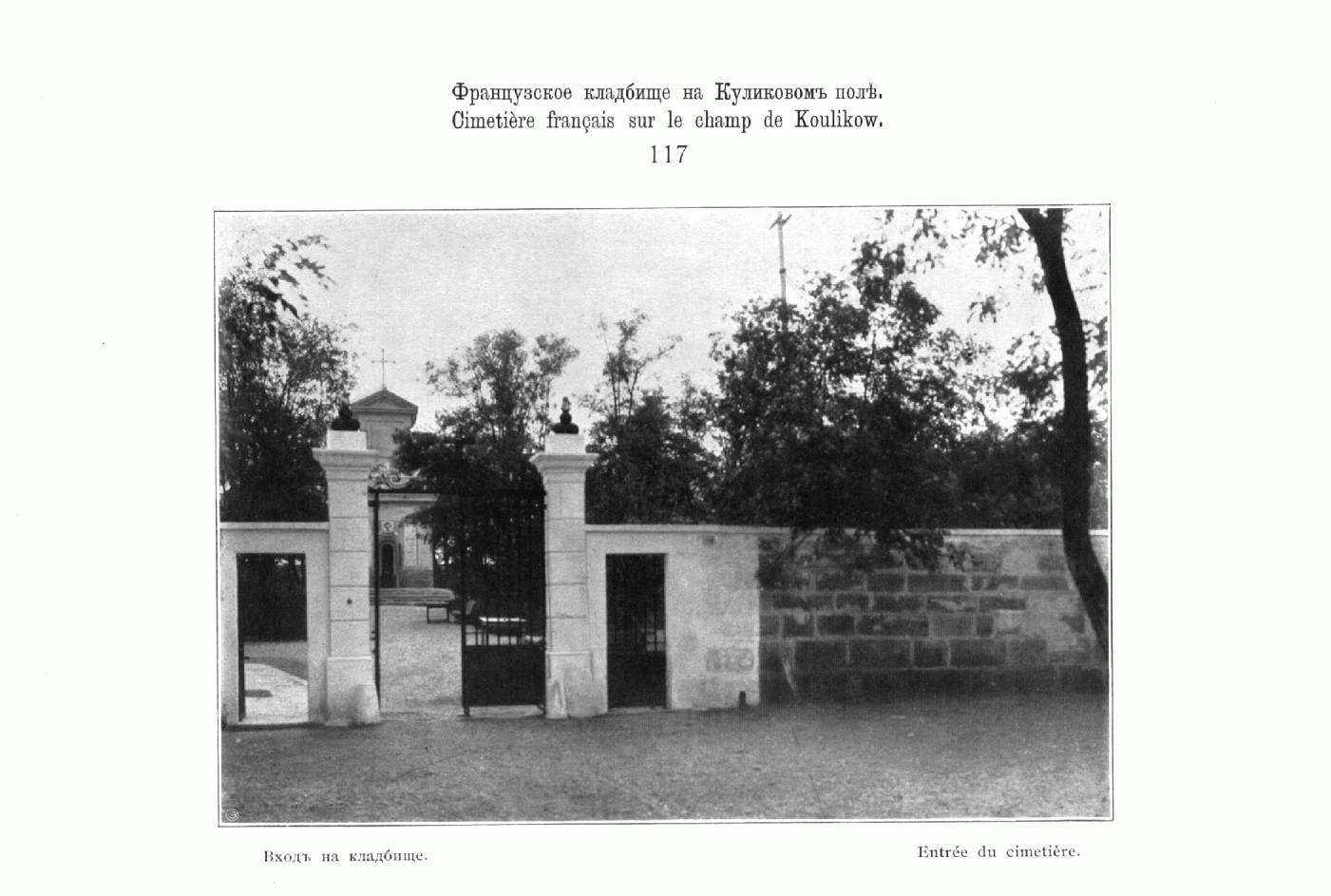
Entrée du cimetière sur le champ Koulikow.

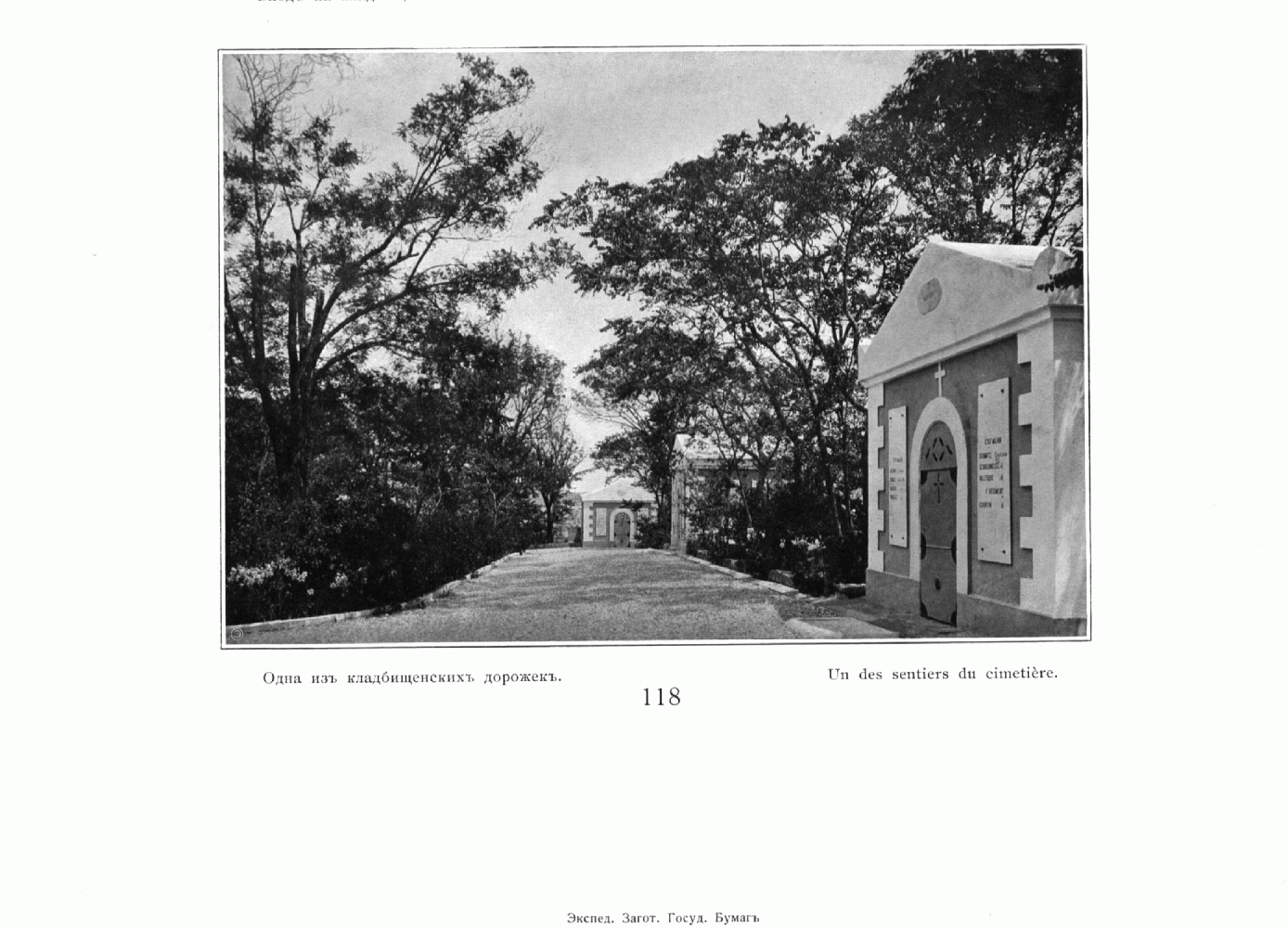
Cimetière français de Sébastopol - Caveaux secondaires en 1904.

En orle, le long du mur de pierre de l'enceinte sauf du côté de l'entrée principale, 17 caveaux (longueur 4 m, largeur 3m, hauteur 2,5 m), au toit à pignon, surmontent autant de cryptes voutées souterraines abritant les ossements de 2 000 officiers et de 25 000 soldats. Parfaitement alignés et bordés chacun d’une rangée d’arbres verts, ils constituent les ossuaires des morts des 3 corps d’armée français engagés dans la Campagne. 11 pour l'infanterie et 6 pour les autres armes : Cavalerie, Artillerie, Génie, Marine, Garde impériale, service de Santé, services administratifs. Adossés au mur d'enceinte, ces tombeaux sont verrouillés par une porte métallique frappée d'une croix latine et encadrée par des plaques de marbre blanc gravées des noms des officiers, par grades et régiments. Leurs dépouilles, séparées de celles de leurs hommes par un simple mur y reposent et sont accessibles par un escalier étroit de 15 marches.
L'entrée principale est ornée d'un grand portail en fer forgé surmonté d'une croix latine, porté par deux piliers en pierre, chacun agrémenté d'une urne à son sommet (remplacée ultérieurement par 3 boulets de canon). De part et d'autre du portail, une porte permet un accès individuel. Celle de gauche ouvrant sur la maison du gardien de la nécropole. 
Jusqu'en 1894, le mémorial est géré, entretenu par divers agents consulaires de la représentation française. Date à laquelle Louis Gay (1851-1915) est nommé vice-consul de France et aura la charge du sanctuaire. Il loge avec sa famille dans la maison à 2 étages prévue à cet effet, située à gauche de l'entrée principale du cimetière.

### Destruction sous l'Union Soviétique[1],[12],[13]
À l'issue de la Grande Guerre, de nouvelles dépouilles de soldats sont translatées dans l'enceinte du cimetière. Ce qui ravive l'intérêt pour ce lieu de mémoire et un nouveau gardien est nommé en 1919. Dix ans plus-tard, un ancien Poilu familier de la culture russe, est nommé vice-consul par l'ambassadeur de France Jean Herbette, Joseph Auguste Ravet, originaire de l'Isère. Il se charge d'administrer la nécropole jusqu'à sa mort en 1936, où il est enterré entre 2 caveaux secondaires. Son épouse ukrainienne, Véra, sera arrêtée et envoyée dans un camp de travail. Dès lors, un gardien local, Nikita Andreevich Dorokhin est nommé. Durant la 2e guerre mondiale, le mémorial est transformé en dépôt de munitions d'artillerie et d'armes légères, sous la garde d'une dizaine de marins avec à leur tête le lieutenant Zaitsev. La cache dévoilée aux Allemands, elle subira un bombardement de l'artillerie de la Wehrmacht et le cimetière sera sévèrement endommagé. Après la guerre, ce dernier est laissé à l'abandon et livré au pillage de ses matériaux. La maison de son dernier gardien, mort en 1958, est démantelée.
En 1966, des travaux de rénovation sont entrepris et une plaque est apposée indiquant en français et en russe : "Cimetière militaire français 1854-1855. Territoire de la République française". En 1982, par décision du Conseil municipal de Sébastopol, les vestiges apparents de la nécropole sont rasés. Les derniers coups de pelle des bulldozers auront raison de la chapelle funéraire, dépouillée de ses marbres et criblée d'impact de balles et d'éclats d'obus mais toujours debout, ainsi que des derniers caveaux.
Il faut attendre 1987 pour qu'un comité d'historiens et d'intellectuels sous l'impulsion de Vladimir Gourkovitch se mobilise pour sensibiliser les autorités sur l'importance historique du site, devenu une décharge sauvage.

### Reconstruction sous l'Ukraine[6]
Après une longue lutte, une cérémonie en mémoire de la guerre de Crimée tenue en 1992 en présence des autorités ukrainiennes et de l'ambassadeur extraordinaire français Hugues Pernet marque le début d'une prise de conscience. Dix ans plus-tard, la Municipalité de Sébastopol décide de la construction d'un monument commémoratif confiée à l'architecte Yuri Oleinik. A l'automne 2004, le nouveau mémorial est inauguré par l'ambassadeur de France à Kiev, Philippe de Suremain. En 2011, le cimetière est donné en concession à la France pour qu'elle en assure l'entretien.

### Fédération de Russie (depuis 2014)
La translation des restes de 155 soldats français tombés au siège de Sébastopol et découverts en 2013 lors d'un chantier a eu lieu le 3 octobre 2020. Ce, à l'initiative de la Fondation pour le développement des initiatives historiques franco-russes, l’Académie russe des sciences, le ministère russe de l’Éducation et des Sciences, ainsi que les gouvernements de la République de Crimée et de la ville de Sébastopol.